# ریتا پاوونه
ریتا پاوونه (ایتالیایی: Rita Pavone؛ ‏ ایتالیایی: [ˈriːta paˈvoːne]؛ ‏ زاده ۲۳ اوت ۱۹۴۵) خواننده، شوگرل و بازیگر ایتالیایی-سوئیسی است.
او که به «پشه تورین» (La Zanzara di Torino) مشهور است، به دلیل رنگ قرمز موهایش با لقب «مو هویجی» (Pel di Carota) نیز شناخته می‌شد. با فروش بیش از ۵۰ میلیون آلبوم در سراسر جهان و ضبط ترانه به هفت زبان مختلف، او همچنین یکی از هشت خواننده پاپ ایتالیایی است که نامش تا کنون وارد جداول موسیقی بریتانیا شده است.
از فیلم‌های معروف او می‌توان به بازی در ریتا پشه، هرج‌ومرج بزرگ، زیباترین زوج جهان و ریتای غرب اشاره کرد.